# Mariah O'Brien
Mariah Waterfall O'Brien (Dellroy, 25 de junio de 1971) es una actriz y modelo estadounidense. Hizo su debut cinematográfico en la película Gas, Food, Lodging (1992) y tres años después figuró en la película de terror Halloween: The Curse of Michael Myers (1995), además de aparecer en papeles de reparto en otros largometrajes y episodios de series de televisión entre las décadas de 1990 y 2000. Como modelo, además de realizar varias campañas publicitarias, apareció en la portada del álbum Dirt de Alice in Chains y del sencillo "Bitch School" de Spinal Tap.

## Filmografía

### Cine
| Año  | Título                                | Papel            | Notas        |
| ---- | ------------------------------------- | ---------------- | ------------ |
| 1992 | Gas, Food Lodging                     | Ivy              |              |
| 1995 | Halloween: The Curse of Michael Myers | Beth             |              |
| 1996 | Welcome Says the Angel                | Mesera           |              |
| 1996 | Kiss & Tell                           | Emma             |              |
| 1998 | Lone Greasers                         | Jezzabel         | Cortometraje |
| 1998 | Together & Alone                      | Buffy            |              |
| 1998 | Some Girl                             |                  |              |
| 1999 | The Mod Squad                         | Tiffany          |              |
| 1999 | Being John Malkovich                  |                  |              |
| 1999 | Diamonds                              | Tiffany          |              |
| 2000 | Pussykat                              |                  |              |
| 2001 | Ordinary Madness                      | Betty            |              |
| 2001 | Puzzled                               | Alexandra Norton |              |
| 2001 | Ticker                                |                  |              |
| 2001 | Lovely & Amazing                      |                  |              |
| 2004 | Jam                                   | Rose             | Cortometraje |

### Televisión
| Año       | Título                   | Papel       | Notas       |
| --------- | ------------------------ | ----------- | ----------- |
| 1995      | Nowhere Man              | Enfermera   | 1 episodio  |
| 1996      | The Nanny                | Mujer judía | 1 episodio  |
| 1998      | Charmed                  | Cynda       | 1 episodio  |
| 1998      | Buffy the Vampire Slayer | Nancy       | 1 episodio  |
| 1999      | G vs E                   | Marci Welbi | 1 episodio  |
| 2001–2002 | Once and Again           | Brandi      | 2 episodios |
| 2006      | Courting Alex            | Leah        | 1 episodio  |